# Эпанафора
Эпана́фора (анадиплосис), или стык, — стилистический приём, применяемый в художественных и иных произведениях, в результате которого конец предложения повторяется как начало следующего за ним. Эпанафора привязана к определённому месту в конструкции. Этот приём широко применялся в былинах Древней Руси, произведениях народной русской поэзии, а также в стилизациях.

## Описание
Эпанафора выступает фигурой упорядоченного повтора, который применяется в фиксированных позициях, когда в конструкции на первом плане оказывается симметрия. Приём ритмического повтора восходит к традиционной риторике: «Римляне пенов правдою победиша, оружием победиша, щедростию победиша» (Риторики к Гереннию, Poenos populus «Romanus institia vicit, armis vicit, liberalitate vicitRhet». Her. IV.XIII.19).
Риторический приём часто использовали Демосфен, Марк Туллий, а также другие римские деятели.
Приём может использоваться в виде повтора одного или двух слов, как в начале каждого предложения, так и в конце. Этот приём в своих сочинениях часто использовал М. В. Ломоносов.

## Примеры
Станем-ка, ребята, челобитную писать,
Челобитную писать, во Москву посылать,
Во Москву посылать, царю в руки подавать.Фольклор
Эпанафора часто встречается в поэзии:
О весна без конца и без края, без конца и без края мечта!А. Блок
Ритмический строй стихотворений К. Бальмонта «Я в этот мир пришёл…», как и К. Симонова «Жди меня», создаётся с помощью эпанафоры.